# Primera fila
Primera fila je první Live CD/DVD album mexické zpěvačky Thalíi. Toto album bylo natočeno v Miami na Floridě 23. a 30. července 2009 s omezením počtem fanoušků. Primera Fila je Thalíin první projekt pod křídly nahrávací společnosti Sony Music. Album bylo vydáno 1. prosince 2009. Deska obsahuje duet se zpěvákem Joanem Sebastianem, který byl oceněný pěti cenami Latin Grammy a začínajícím zpěvákem z Portorika Pedrem Capóem. Album obsahuje cover verze světových hitů, nové nahrávky a směs Thalíiných největších hitů.

## Seznam písní
| #  | Název                                                                                            | Autor                                                              | Čas  |
| -- | ------------------------------------------------------------------------------------------------ | ------------------------------------------------------------------ | ---- |
| 1  | "Cosiéndome El Corazón"                                                                          | Raúl Ornelas                                                       | 4:21 |
| 2  | "Enséñame a Vivir"                                                                               | Reyli Barba                                                        | 4:22 |
| 3  | "Qué Será de Ti"                                                                                 | Antonio Marcos, Mario Marcos                                       | 4:38 |
| 4  | "Cómo"                                                                                           | Leonel García, Thalia                                              | 4:18 |
| 5  | "El Próximo Viernes"                                                                             | Espinoza Paz                                                       | 4:09 |
| 6  | "Medley" ("Entre el mar y una estrella", "Piel morena", "No me enseñaste", "Amor a la Mexicana") | Marco Flores, Kike Santander, Estéfano, Julio Reyes, Mario Pupparo | 7:48 |
| 7  | "Estoy Enamorado" (Duet s Pedrem Capóem)                                                         | Donato Poveda, Alfonso Salgado                                     | 4:39 |
| 8  | "Equivocada"                                                                                     | Mario Domm, María Bernal                                           | 4:02 |
| 9  | "Brindis"                                                                                        | Afo Verde                                                          | 4:34 |
| 10 | "Con La Duda" (Duet s Joanem Sebastianem)                                                        | Joan Sebastian                                                     | 3:16 |
| 11 | "Cuando Te Beso"                                                                                 | Juan Luis Guerra                                                   | 3:51 |
| 12 | "Ya Lo Sabía"                                                                                    | Leonel García, Thalía                                              | 3:08 |
| 13 | "Mujeres"                                                                                        | Ricardo Arjona                                                     | 3:29 |